# Christine Roper
Christine Roper, née le 15 mai 1990, est une rameuse canadienne.

## Palmarès

### Championnats du monde
| Discipline       | Chungju 2013 Corée du Sud | Amsterdam 2014 Pays-Bas | Aiguebelette 2015 France |
| ---------------- | ------------------------- | ----------------------- | ------------------------ |
| Quatre de pointe | Argent                    |                         |                          |
| Huit             | Bronze                    | Argent                  | Bronze                   |